# Apogon chrysopomus
Apogon chrysopomus es una especie de pez de la familia de los apogónidos en el orden de los perciformes.

## Morfología
Los machos pueden alcanzar los 10 cm de longitud total.

## Distribución geográfica
Se encuentran desde Indonesia y Malasia hasta Nueva Guinea y las Islas Salomón.